# Лозуненко, Алексей Андреевич
Алексей Андреевич Лозуненко (1924—1944) — ефрейтор Рабоче-крестьянской Красной Армии, участник Великой Отечественной войны, Герой Советского Союза (1944).

## Биография
Алексей Лозуненко родился 29 февраля 1924 года в селе Новомихайловское (ныне — Гулькевичский район Краснодарского края). После окончания шести классов школы работал в колхозе. В июле 1942 года Лозуненко был призван на службу в Рабоче-крестьянскую Красную Армию. С февраля 1943 года — на фронтах Великой Отечественной войны. В боях был ранен.
К сентябрю 1943 года ефрейтор Алексей Лозуненко был стрелком 487-й отдельной разведроты 218-й стрелковой дивизии 21-го стрелкового корпуса 47-й армии Воронежского фронта. Отличился во время битвы за Днепр. 24 сентября 1943 года Лозуненко одним из первых переправился через Днепр в районе села Пекари Каневского района Черкасской области Украинской ССР и принял активное участие в боях за захват и удержание плацдарма на его западном берегу. 26 сентября 1943 года он на себе вынес из-под огня получившего тяжёлое ранение командира роты и переправил его на бревне на восточный берег. За двое последующих суток Лозуненко участвовал в отражении тринадцати немецких контратак, продержавшись до переправы основных сил. Во время дальнейшего наступления Лозуненко погиб в бою 28 января 1944 года на территории Гомельской области Белорусской ССР. Первоначально был похоронен около деревни Лесец Калинковичского района, после войны перезахоронен в братской могиле в посёлке Озаричи.
Из наградного листа на А.А.Лозуненко: 

«Ефрейтор Лозуненко в числе первых разведчиков 24.9.43 г. переправился на правый берег Днепра в районе с.Пекари.
Храбрый и отважный разведчик, на его счету имеется 4 убитых немца.
26 сентября был тяжело ранен его командир роты. Ефрейтор Лозуненко вынес с поля боя и под ружейно-пулеметным огнем переправил его на бревне через Днепр к пункту медпомощи.
В этот же день обратно возвратился в боевые порядки на правый берег Днепра, где с группой разведчиков отбил за 2 дня 13 сильных контратак немцев.
За спасение своего командира, за храбрость и стойкость в бою по уничтожению немецких оккупантов достоин присвоения звания «Герой Советского Союза».
Командир 218 Ромоданской стр. дивизии
полковник Скляров»— 
Указом Президиума Верховного Совета СССР от 3 июня 1944 года за «образцовое выполнение боевых заданий командования на фронте борьбы с немецкими захватчиками и проявленные при этом отвагу и геройство» ефрейтор Алексей Лозуненко посмертно был удостоен высокого звания Героя Советского Союза. Также был награждён орденами Ленина и Красной Звезды.

## Память

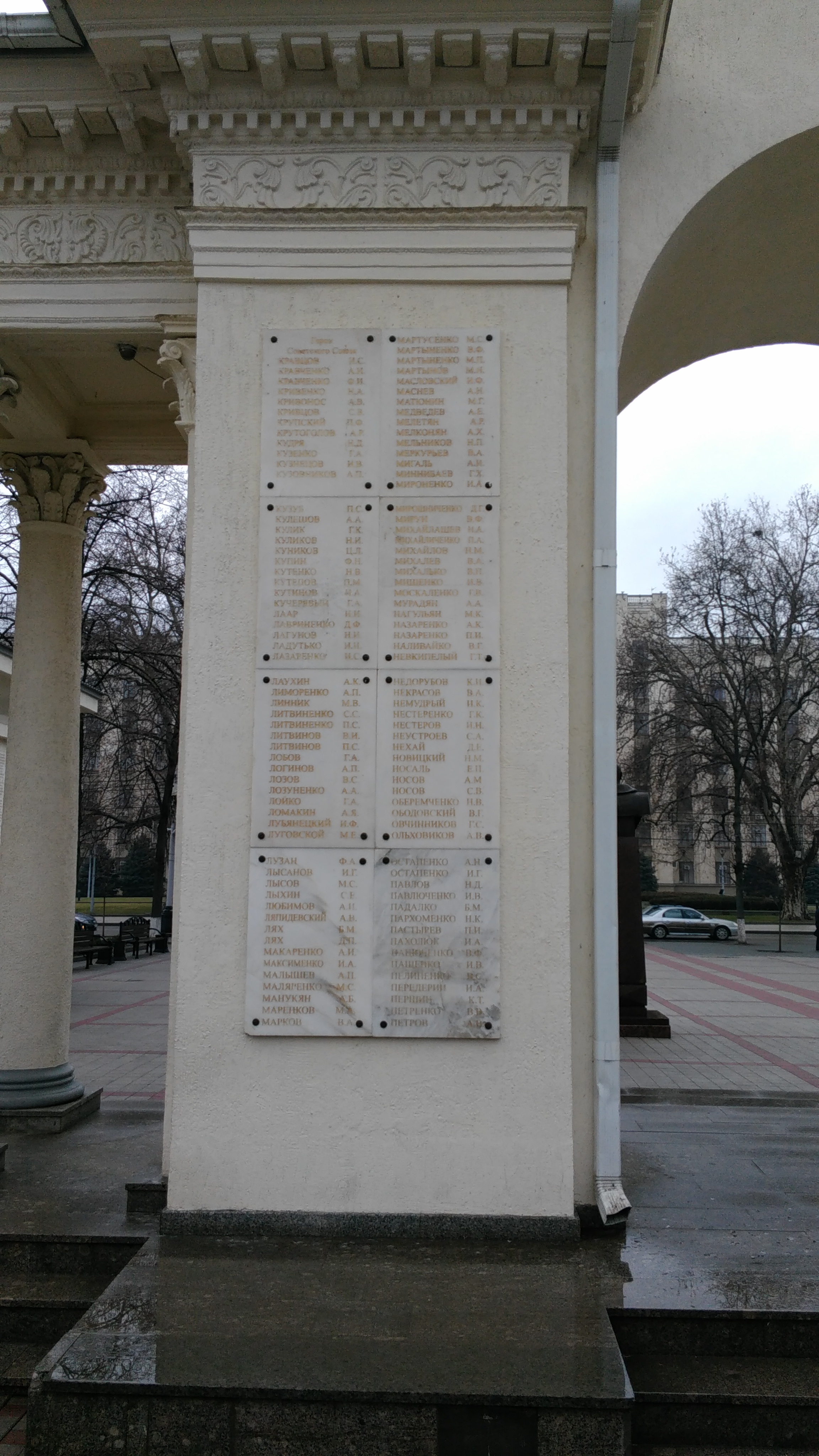
Имя Героя на мемориальной арке в Краснодаре. (Г-Пе)

- Имя Героя увековечено на мемориальной арке в Краснодаре.
- Имя Героя высечено золотыми буквами в зале Славы Центрального музея Великой Отечественной войны в Парке Победы города Москвы.

- На братской могиле в посёлке Озаричи установлен обелиск.